# Konrad Namieśniowski
Konrad Franciszek Namieśniowski, właśc. Piekarz, ang. Conrad Francis Namiesniowski (ur. 13 lutego 1901 w Sanoku, zm. 24 lipca 1979 w Ottawie) – komandor podporucznik Marynarki Wojennej II RP, komandor Polskiej Marynarki Wojennej, Captain (komandor) w Royal Canadian Navy.

## Życiorys
Urodził się 13 lutego 1901 w Sanoku jako Konrad Franciszek Piekarz. Był synem Wojciecha Piekarza (listonosz, woźny sądowy w Sanoku, zm. tamże w 1915, w wieku 54 lat) i Ludwiki z Namieśniowskich. Uczył się w C. K. Gimnazjum w Sanoku, gdzie w roku szkolnym 1916/1917 ukończył IV klasę, a w roku szkolnym 1917/1918 ukończył V klasę. W 1925 dokonano urzędowej zmiany jego nazwiska z Piekarz na Namieśniowski. Uchwałą Rady Miejskiej w Sanoku z 1925 został uznany przynależnym do gminy Sanok.
Po odzyskaniu przez Polskę niepodległości został przyjęty do Wojska Polskiego. Służył w piechocie, brał udział w wojnie w latach 1918–1920 i po jej zakończeniu pozostał w czynnej służbie. 3 maja 1922 został zweryfikowany w stopniu podporucznika ze starszeństwem z 1 lutego 1921 w korpusie oficerów taborowych, a jego oddziałem macierzystym był 4 Dywizjon Taborów w Łodzi. 18 maja 1923 został mianowany z dniem 1 kwietnia 1923 na stopień porucznika ze starszeństwem z 1 lutego 1923 i 2. lokatą w korpusie oficerów taborowych. Z dniem 1 października 1925, w związku z reorganizacją wojsk taborowych, został czasowo przydzielony ewidencyjnie do kadry oficerów taborowych, do czasu przeniesienia do innego korpusu osobowego. Był wówczas w Szkole Specjalistów Morskich.
W czerwcu 1926 został przeniesiony z korpusu oficerów taborowych do korpusu morskiego oficerów Marynarki Wojennej, w stopniu porucznika ze starszeństwem z 1 lutego 1923 i 1. lokatą. W 1928 był oficerem w dowództwie Floty Pińskiej. W lipcu 1928 został wyznaczony na stanowisko pełniącego obowiązki kierownika Samodzielnego Referatu Informacyjnego Dowództwa Floty w Gdyni. Od 1929 do 1931 był dowódcą ORP Czajka. Służył także na ORP Wicher; opisał trwający od 1931 rejs tego okrętu, stanowiący pierwszy oceaniczny okrętu bojowego w historii PMW (jednostka przywiozła z kuracji na Maderze marszałka Józefa Piłsudskiego). W sierpniu 1931 został zwolniony ze stanowiska pełniącego obowiązki kierownika SRI Dowództwa Floty z równoczesnym przeniesieniem na okręty Floty. W 1932 był w Dowództwie Floty w Gdyni. W kadrze ośrodka szkolącego oficerów Marynarki Wojennej był oficerem kursowym przy roczniku szóstym od 1932 do 1933. 12 marca 1933 został mianowany kapitanem marynarki ze starszeństwem z dniem 1 stycznia 1933 i 3. lokatą w korpusie oficerów Marynarki Wojennej (korpus morski). Od czerwca do września 1933 był dowódcą ORP Generał Haller. Od czerwca do października 1935 był dowódcą ORP Komendant Piłsudski. W 1936 był dowódcą ORP Podhalanin. Od 12 lutego 1936 do 1937 był komendantem grupy wyszkolenia sygnałowego. Został awansowany na stopień komandora podporucznika ze starszeństwem z dniem 19 marca 1937. W marcu 1939 był szefem Biura Sygnałowego w sztabie Kierownictwa Marynarki Wojennej. Publikował w czasopismach „Przegląd Morski” (1929), „Polska Zbrojna” (1930), był autorem publikacji pt. Na pancernym pokładzie, wydanej w 1939. Na przełomie lipca i sierpnia był członkiem komisji zakupów uzbrojenia we Francji. Na dzień 31 sierpnia 1939 pełnił stanowisko dyrektora Departamentu Generalnego w Kierownictwie Marynarki Wojennej.
Po wybuchu II wojny światowej w trakcie kampanii wrześniowej 1939 służył w KMW i w Pińsku, wszedł w skład zespołu operacyjno-łącznościowego. Przedostał się przez Węgry i 18 września 1939 przez Rumunię na Zachód. Od 15 października do 3 grudnia 1939 był komendantem SS Pułaski, na którym transportowani byli polscy żołnierze z internowania drogą morską do Francji celem wstąpienia do formowanej tam armii polskiej. Pod koniec 1939 przybył do Wielkiej Brytanii zostając oficerem Korpusu Morskiego Polskiej Marynarki Wojennej. Od 30 listopada 1939 do 14 lutego 1940 był komendantem Szkoły Specjalistów Morskich (SSM) na ORP Gdynia. Od 14 lutego do 4 maja 1940 zastępcą dowódcy niszczyciela ORP Grom, zatopionego przez Niemców pod Narwikiem. Od 7 października 1940 do 20 stycznia 1942 sprawował stanowisko dowódcy kontrtorpedowca ORP Garland. W międzyczasie 20 maja 1941 został awansowany na stopień komandora porucznika ze starszeństwem z 3 maja 1941. Od 13 stycznia 1942 do 23 maja 1943 był dowódcą 2 Dywizjonu Kontrtorpedowców z miejscem postoju dowództwa w Plymouth, a równolegle od 9 marca 1942 pełnił tam stanowisko komendanta Komendy Morskiej „Południe”. Od 24 czerwca 1943 do 4 stycznia 1945 był dowódcą ORP Błyskawica, w tym podczas inwazji w Normandii od 6 czerwca 1944. W celu osłony planowanych działań desantowych w Normandii (operacja „Neptune”), dowodził 20. dywizjonem, który tworzyły OORP „Piorun” i „Błyskawica” (wraz z niszczycielami HMS „Eskimo” i HMS „Javelin”). Później został kierownikiem utworzonego 20 grudnia 1944 Biura Sygnałowego KMW. Od 15 sierpnia 1945 do marca 1947 był kierownikiem Referatu ds. Prac Wychowawczo-Oświatowych (Referat Wychowania i Oświaty) KMW. Został awansowany na stopień komandora ze starszeństwem z 1 września 1946.
Pod koniec lat 40. był prezesem i kierownikiem Stowarzyszenia Polskiej Marynarki Wojennej w Londynie (Polish Naval Association. 30 listopada 1948 został naturalizowany jako obywatel Wielkiej Brytanii (pod tożsamością Conrad Francis Namiesniowski; naturalizowany został wówczas jego syn Conrad Andrew Namiesniowski). W 1949 wyjechał do Kanady, gdzie pozostał na emigracji i zamieszkał w Ottawie. W pierwszych latach zarabiał na życie pracą fizyczną. Od 1954 do 1961 był oficerem w stopniu komandora (captain) w Royal Canadian Navy. Od 1953 należał do Koła nr 8 Stowarzyszenia Polskich Kombatantów (SPK) w Ottawie. W latach 70. był prezesem okręgu Kongresu Polonii Kanadyjskiej (KPK) w Ottawie.
Zmarł 24 lipca 1979 w Kanadzie. Jego żoną była Karolina (1902–1970). Jego syn Conrad A. Namiesniowski (1929-2022) został oficerem armii kanadyjskiej, w stopniu pułkownika, był dowódcą 2 Pułku Królewskiej Kanadyjskiej Artylerii Konnej (Second Regiment Royal Canadian Horse Artillery, 2 RCHA), a jego żoną była pielęgniarka, porucznik Królewskiego Kanadyjskiego Korpusu Medycznego (RCAMC) Marjorie Joan Namiesniowski z domu Giffin  (1931-2017). Oficerem został Conrad R. Namiesniowski, który na różnych stanowiskach służył w Royal Canadian Air Force przez 42 lata, karierę zakończył w stopniu pułkownika i przeszedł na emeryturę w 2019. 

## Ordery i odznaczenia
- Krzyż Oficerski Orderu Odrodzenia Polski (28 sierpnia 1978)[62]
- Krzyż Walecznych (czterokrotnie)[63]
- Medal Morski (sześciokrotnie)[64][63]
- Złoty Krzyż Zasługi (25 maja 1939)[65]
- Srebrny Krzyż Zasługi (19 marca 1931)[66]
- Medal Pamiątkowy za Wojnę 1918–1921[63]
- Medal Dziesięciolecia Odzyskanej Niepodległości (1929)[63]
- Kawaler Orderu Korony Włoch (Włochy)[63]
- Kawaler Orderu Danebroga (Dania, 1931)[67]
- Order Wybitnej Służby (Wielka Brytania, 30 lipca 1942, za służbę na ORP Garland)[68]
- Wymienienie w Sprawozdaniu (Wielka Brytania, dwukrotnie: 5 października i 30 listopada 1944; za służbę ORP Błyskawica)[69]